# Ramón Ros
Ramón Ros Badia, deportivamente conocido como Ros (Barcelona, España, 2 de febrero de 1981) es un exfutbolista español. Jugó en la Primera División de España con el FC Barcelona y el CD Numancia, antes de retirarse prematuramente por culpa de una lesión.

## Trayectoria
Ramón Ros se formó en la cantera del CF Damm. La temporada 2000/01 jugó en Tercera División con el CF Gavà, de donde fue captado por el fútbol base del FC Barcelona.
Su bautismo con el primer equipo le llegó el 29 de mayo de 2002, cuando todavía pertenecía a la plantilla del filial. Carlos Rexach le hizo debutar en un trofeo amistoso disputado en Tailandia ante el Bec Tero All Stars. El encuentro terminó con empate a cero y Ros marcó uno de los lanzamientos de la tanda de penaltis en la que el Barcelona se llevó el trofeo.
Tras esta experiencia, Ramón Ros tardó un año en volver a vestir la camiseta del primer equipo. El verano de 2003 Frank Rijkaard, debutante en el banquillo azulgrana, le convocó para realizar la pretemporada. Poco después, el 3 de septiembre de 2003, le hizo debutar en partido oficial, con motivo de la segunda jornada de liga. Ros saltó al campo testimonialmente, para disputar los últimos cinco minutos del partido ante el Sevilla FC. Aunque el arranque de temporada parecía indicar que el jugador contaba con la confianza de Rijkaard, no tuvo más oportunidades con el primer equipo y completó la campaña en el Barcelona B.
La temporada 2004/05 fue cedido al CD Numancia, con el que esperaba tener minutos en Primera División. Con el equipo soriano disputó 17 encuentros de liga.
En junio de 2005 llegó a un acuerdo para desligar-se del FC Barcelona, firmando por la Unió Esportiva Lleida, de Segunda División. Su paso por el equipo ilerdense estuvo marcado por problemas físicos, que no le permitieron gozar de continuidad en las alineaciones. En mayo de 2006, durante un entrenamiento, sufrió rotura del ligamento cruzado anterior de la rodilla izquierda. A pesar de pasar por el quirófano, no logró recuperarse de la grave lesión y, tras un año inactivo, en junio de 2007 anunció su retirada prematura.
La temporada 2010/11 se estrenó en los banquillos como ayudante de Francisco Javier García Pimienta en el Cadete A del FC Barcelona.

## Clubes
| Club           | País   | Año       |
| -------------- | ------ | --------- |
| CF Gavà        | España | 2000-2001 |
| FC Barcelona C | España | 2001-2002 |
| FC Barcelona B | España | 2002-2004 |
| FC Barcelona   | España | 2003      |
| CD Numancia    | España | 2004-2005 |
| UE Lleida      | España | 2005-2007 |